# Lepidopilum verrucipes
Lepidopilum verrucipes là một loài rêu trong họ Daltoniaceae. Loài này được Cardot mô tả khoa học đầu tiên năm 1915.